# Nawaf al-Hazmi
Nawaf al-Hazmi (arabe : نواف الحازمي), né le 9 août 1976 à La Mecque, en Arabie saoudite, et mort le 11 septembre 2001, est un membre d'Al-Qaïda et l'un des pirates de l'air du Vol 77 American Airlines, qui a été détourné pour s'écraser sur le Pentagone dans le cadre des attentats du 11 septembre 2001.
Son frère, Salem al-Hazmi, était aussi un pirate de l'air sur le même vol.
En septembre 2000, il se serait rendu dans la maison de Abdussattar Shaikh (agent du FBI).

## Attentats du 11 septembre 2001
Le 11 septembre, il embarqua à bord du vol 77 American Airlines et s'assit en siège 5E. Une demi-heure après le décollage, il participa au détournement en faisant reculer à l'arrière de l'appareil les pilotes Charles Burlingame et David Charlebois. L'avion s'écrasa contre le Pentagone à 9 h 37.